# Anatoli Polianski
 (février 2009).
Si vous disposez d'ouvrages ou d'articles de référence ou si vous connaissez des sites web de qualité traitant du thème abordé ici, merci de compléter l'article en donnant les références utiles à sa vérifiabilité et en les liant à la section « Notes et références ».

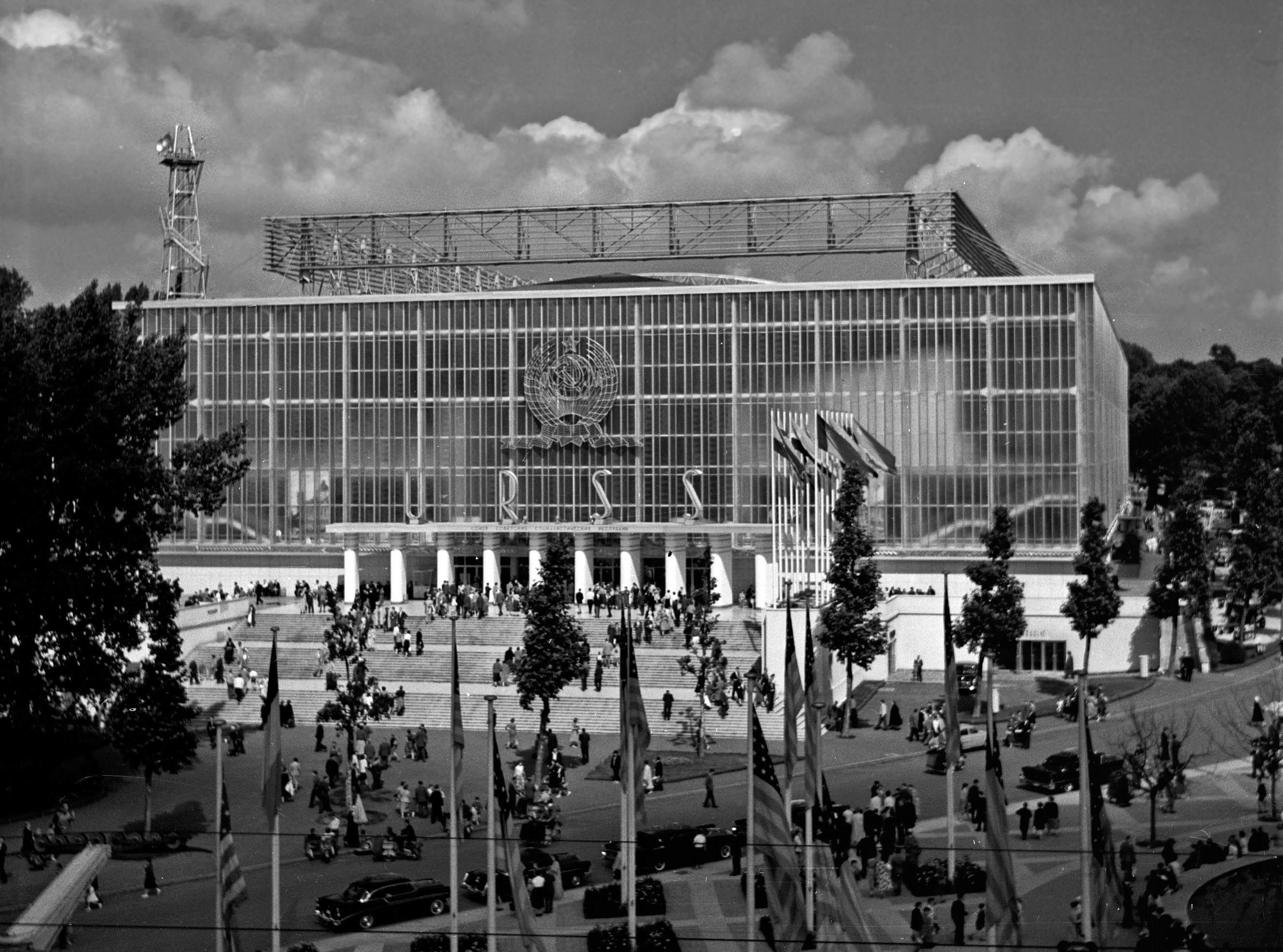
Pavillon de l'URSS pour l'Exposition universelle de Bruxelles (Grand Prix) en 1958.

Anatoli Trofimovitch Polianski (en russe : Анатолий Трофимович Полянский) est un architecte russe, né à Avdiivka (Union soviétique, maintenant en Ukraine) le 29 janvier 1928 et mort à Moscou (Russie) le 7 juin 1993 .

## Biographie
En 1950, il termine ses études à l'Institut d'architecture de Moscou et présente sa thèse de maîtrise cinq ans plus tard. En 1953, il rejoint les rangs du PCUS. En 1970, il devient docteur en architecture. De 1958 à 1980, à Poljanski, il dirige l'Institut de conception architecturale des bâtiments et des complexes touristiques. De 1983 à 1993, il supervise l'atelier d'architecture à Mosproect-2. En 1979, il est élu membre de l'Académie des arts. De 1980 à 1987, il est le premier secrétaire de l'Union des architectes soviétiques.

## Projets
Il est l'auteur des constructions suivantes : 
- pavillon de l'URSS pour l'Exposition universelle de Bruxelles (Grand Prix) en 1958,
- le réaménagement du camp des pionniers « Artek » en Crimée, qui reçoit le prix d'État de l'URSS en 1967,
- les ambassades de l'Union soviétique en Grèce, en Suède et en Égypte,
- le consulat soviétique de Göteborg,
- le complexe hôtelier « Yalta »,
- le sanatorium « Issyk-Koul »,
- le monument de la Victoire de la Seconde Guerre mondiale sur le mont Poklonnaïa à Moscou,
- le musée Lénine de Kazan.

Les projets, exécutés à des concours, où il reçoit les premiers prix : 
- le musée Lénine à Moscou,
- un temple de la Sainte Trinité à Moscou.

## Sources
- l’Architecture d’aujourd’hui № 147. Paris, 1968.